# Trn (Laktaši)
Trn är en ort i Bosnien och Hercegovina.   Den ligger i entiteten Republika Srpska, i den nordvästra delen av landet, 140 km nordväst om huvudstaden Sarajevo. Trn ligger 135 meter över havet och antalet invånare är 7 553.
Terrängen runt Trn är platt åt sydost, men åt nordväst är den kuperad. Trn ligger nere i en dal. Runt Trn är det ganska tätbefolkat, med 67 invånare per kvadratkilometer.. Närmaste större samhälle är Banja Luka, 10,0 km söder om Trn. 
Omgivningarna runt Trn är en mosaik av jordbruksmark och naturlig växtlighet.